# Paulette McDonagh
Paulette McDonagh (11 de junio de 1901 - 30 de agosto de 1978) fue una directora de cine  durante los años 20 en Sidney, Australia, donde ella residía. Trabajó junto a sus dos hermanas Phyllis (productora) e Isabel (actriz)
En 1933 se afirmó que era una de las cinco directoras de cine del mundo.

## Filmografía[3]

### Dirigió
- Two Minutes Silence, 1933
- Don Bradman in 'How I Play Cricket', 1932 (Short)
- The Mighty Conqueror, 1932 (Documentary short)
- The Cheaters, 1930
- The Far Paradise, 1928
- Those Who Love, 1926

### Escribió
- The Cheaters, 1930
- Those Who Love, 1926

### Produjo
- Two Minutes Silencia, 1933
- Those Who Love, 1926

## Premios
Tras su muerte, en 2001 la directora Paulette McDonagh fue incluida en el cuadro de honor de mujeres victorianas.